# А-290
А-290 Новороссийск — Керчь — автомобильная дорога федерального значения России. До 31 декабря 2017 года также мог применяться старый учётный номер М25.

## Общие сведения
Маршрут: Новороссийск — Верхнебаканский — Анапа — Джигинка — Керчь.
Является составной частью европейского маршрута E 97. Протяжённость трассы — 168 км.
Проходит в пределах Краснодарского края и Крыма.
Начало — г. Новороссийск.
Трасса пересекает Керченский пролив посредством Крымского моста (участок км 141+018 — км 160+048), также существует ответвление на порт «Кавказ» (км 102+000 — км 145+100).
Конец — г. Керчь.

## Маршрут

#### Описание
Дорога проходит по территории Краснодарского края и Крыма. В состав трассы входит самый длинный мост из построенных Россией — Крымский мост, протяжённостью 19 км. Маршрут начинается на улице Ленина в Цемдолине в Новороссийске, проходит через населённые пункты: Верхнебаканский, Натухаевская, Анапа, Тамань, пересекает Керченский пролив и заканчивается в Керчи.

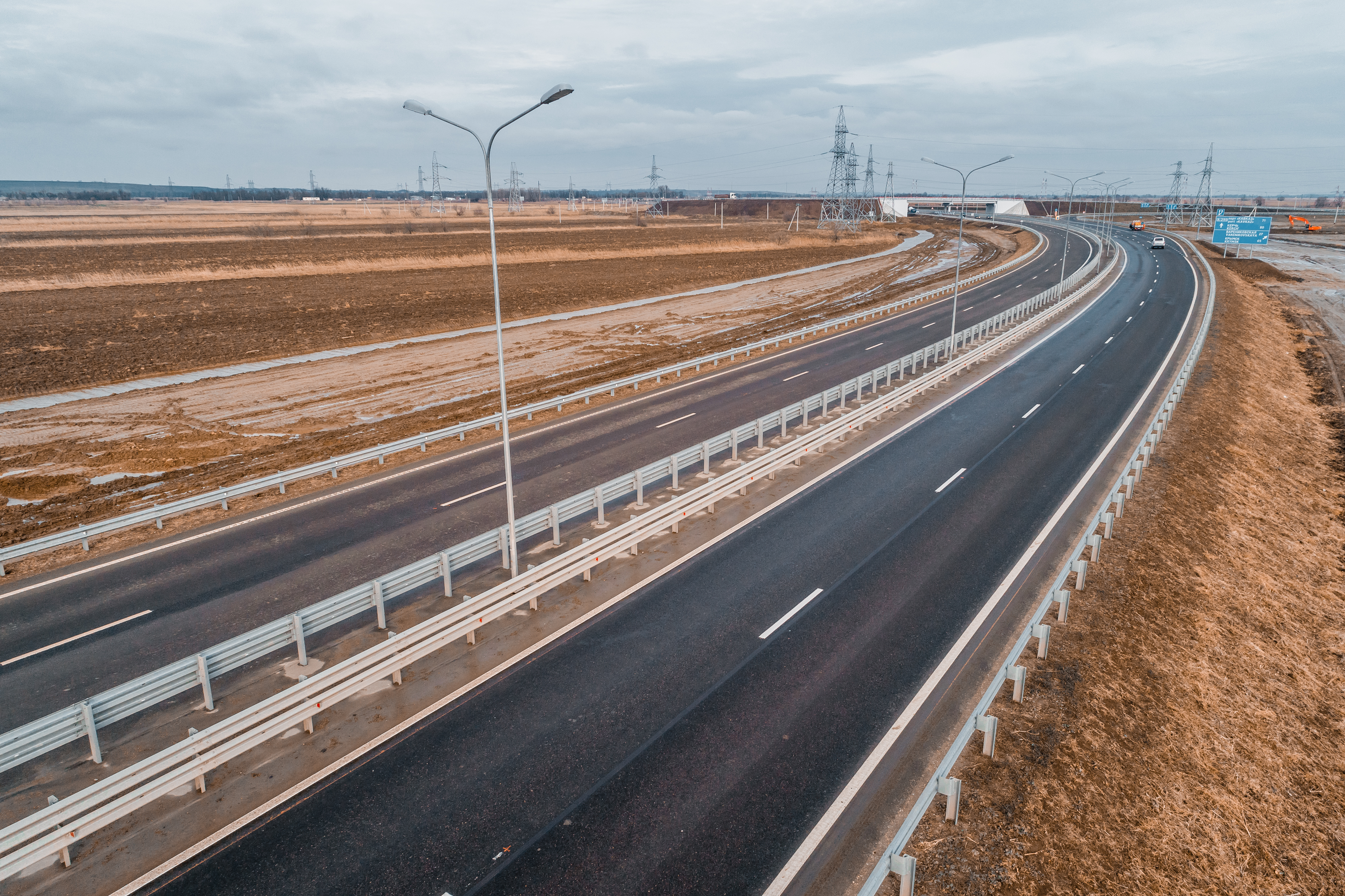
Автодорога в районе села Джигинка

Дорога проходит по равнине Предкавказья. Крупные реки не пересекает. Имеется один крупный мост через Керченский пролив (Крымский мост). Далее на территории Крыма логическим продолжением является трасса А291 «Таврида». Ряд участков дороги требует более пристального внимания водителей. В следующих участках имеются заметные спуски и подъёмы — 270, 280, 300, 352, и 353, 356-й км. Ограничение видимости на 250-м, в районе 264 и 352-го км.

#### Реконструкция
Планируется строительство и реконструкция участков:
1. реконструкция участка км 0 — км 17 + 216 протяжённостью 17,22 км, категория IБ;
2. реконструкция участка км 17 + 216 — км 47 + 000 протяжённостью 29,21 км, категория IБ;

Ведётся реконструкция участков:
1. строительство участка км 47 — км 52 протяжённостью 13 км, категория IБ (обход г. Анапы);
2. реконструкция участка км 52 — км 73 протяжённостью 21 км, категория IБ;
3. реконструкция участка км 73 — км 100 протяжённостью 27 км, категория IБ;

#### Карта
- Новороссийск  Кооперативная улица 03К-367E 97 на Геленджик, Туапсе, Сочи, Сухум (Абх.), Поти (Груз.), Батуми (Груз.), Трабзон (Тур.)
- А146 E 115 на Нижнебаканскую, Крымск, Абинск, Краснодар, Ростов-на-Дону, Воронеж, Москву
- Вернебаканский
- Натухаевская
- 03А-103 на Анапскую, Анапу
- Обход Анапы
- 03К-010 на Гостагаевскую, Варениковскую, А289
- Анапа  03А-103 в центр города
- Обход Анапы
- на  аэропорт Витязево; 03К-109 на Витязево
- Обход Виноградного
- Обход Виноградного
- 03А-009 на Джигинку, Варениковскую, Крымск
- А289 на Темрюк, Славянск-на-Кубани, Краснодар, М4 E 115 «Дон»
- 03Н-489 на Вышестеблиевскую, Старотитаровскую
- на  Порт Кавказ
- 03Н-491 на Вышестеблиевскую, Сенной
- 03Н-492 на Тамань, Таманский
- на Тамань
- на Тамань
- Крымский мост
- 35А-006 на Керчь

## Климат
Переходный от средиземноморского к умеренно континентальному. Зимой средняя температура около 0 °С. Лето жаркое. Июльская средняя температура около 25 °C.

## Достопримечательности
Новороссийск — город с населением 242 тыс. жителей, расположенный на берегу Цемесской бухты. Крупный торговый порт. Бухтой в древности по очереди владели греки, генуэзцы, турки, которые построили на этом месте крепость Суджук-кале. Во время русско-турецкой войны крепость разрушили русские и создали укрепление. На этом месте возник город Новороссийск.
Анапа — второй по численности город, приморский курорт. В Анапе развито виноделие, много виноградников, садоводство.